# Oecothea hungarica
Oecothea hungarica är en tvåvingeart som beskrevs av Papp 1980. Oecothea hungarica ingår i släktet Oecothea och familjen myllflugor.
Artens utbredningsområde är Ungern. Inga underarter finns listade i Catalogue of Life.